# القمة الأمريكية الروسية في الرياض (2025)
قمة السلام الأمريكية الروسية في الرياض هي مباحثات سلام بين أمريكا وروسيا تتعلق بانهاء الصراع الأوكراني الروسي وإلى اصلاح العلاقات المتوترة بين أمريكا وروسيا. وقد انعقدت القمة التمهيدية في قصر الدرعية شمال غربي الرياض بتاريخ 18 فبراير 2025 ولم يحدد بعد موعد القمم القادمة. 24 مارس 2025 – بدأت روسيا والولايات المتحدة محادثات في السعودية ، لبحث إمكانية التوصل إلى هدنة محتملة في أوكرانيا، وفقاً لما أفادت به وكالة الأنباء الروسية الرسمية "تاس" نقلاً عن مصدر مطلع على المفاوضات. وأضاف المصدر أن الوفد الروسي، الذي يضم السناتور والدبلوماسي السابق غريغوري كاراسين وسيرغي بيسيدا، عضو كبير في جهاز الأمن الفدرالي، التقى بالوفد الأميركي في فندق "ريتز كارلتون" في الرياض.

## انتقادات
أثارت القمة احتجاج أوروبي و أوكراني لعدم دعوتهم إلى طاوله المحادثات.

## المشاركون
في القمة التمهيدية:
- السعودية – وزير الخارجية السعودي الأمير فيصل بن فرحان ومستشار الأمن القومي السعودي مساعد بن محمد العيبان.
- روسيا – وزير الخارجية سيرغي لافروف، والمستشار الدبلوماسي للكرملين يوري أوشاكوف.
- الولايات المتحدة – وزير الخارجية ماركو روبيو ومستشار الأمن القومي مايك والتز والمبعوث الخاص لترامب إلى الشرق الأوسط ستيف ويتكوف.